# Hårig skrovellav
Hårig skrovellav (Lobaria hallii) är en lavart som först beskrevs av Edward Tuckerman, och fick sitt nu gällande namn av Alexander Zahlbruckner. Hårig skrovellav ingår i släktet Lobaria och familjen Lobariaceae.  Arten är reproducerande i Sverige. Inga underarter finns listade i Catalogue of Life.